# Чирикова, Юлия Владимировна
Юлия Владимировна Чирикова (род. 7 февраля 1979 года, Россия) — российская пловчиха в ластах.

## Карьера
Трёхкратный призёр Всемирных игр 1997 года.
Двукратный призёр чемпионата мира.
2-кратный чемпион Европы 1997, 2001 гг.
Рекордсмен Европы.
Чемпион мира среди юношей 1993 г.
Чемпион Европы среди юношей 1994, 1996 гг.
Победительница клубного чемпионата Европы в составе команды СКАТ 2001, 2004, 2005 гг. 